# 勇敢な盾

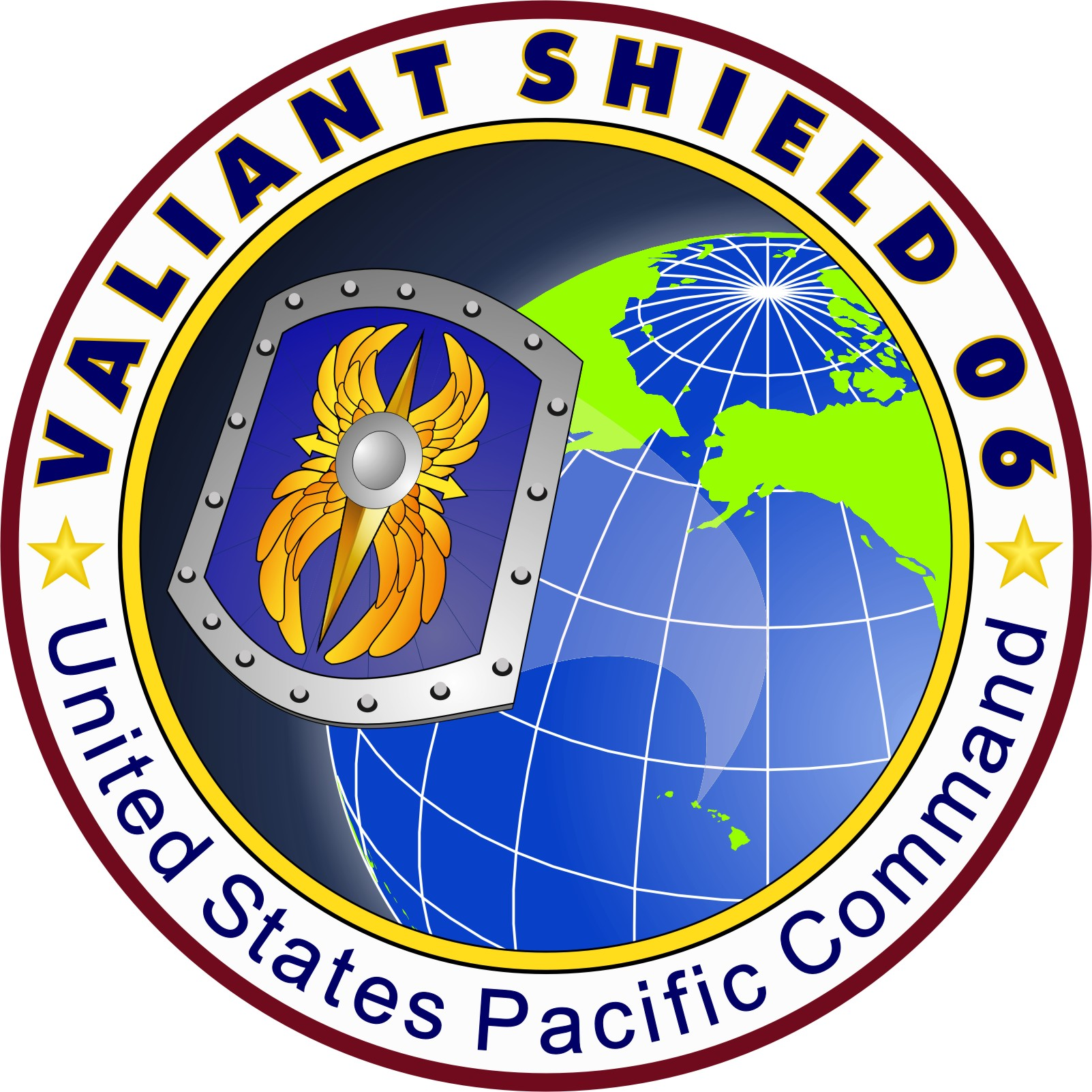
Valiant Shield 06

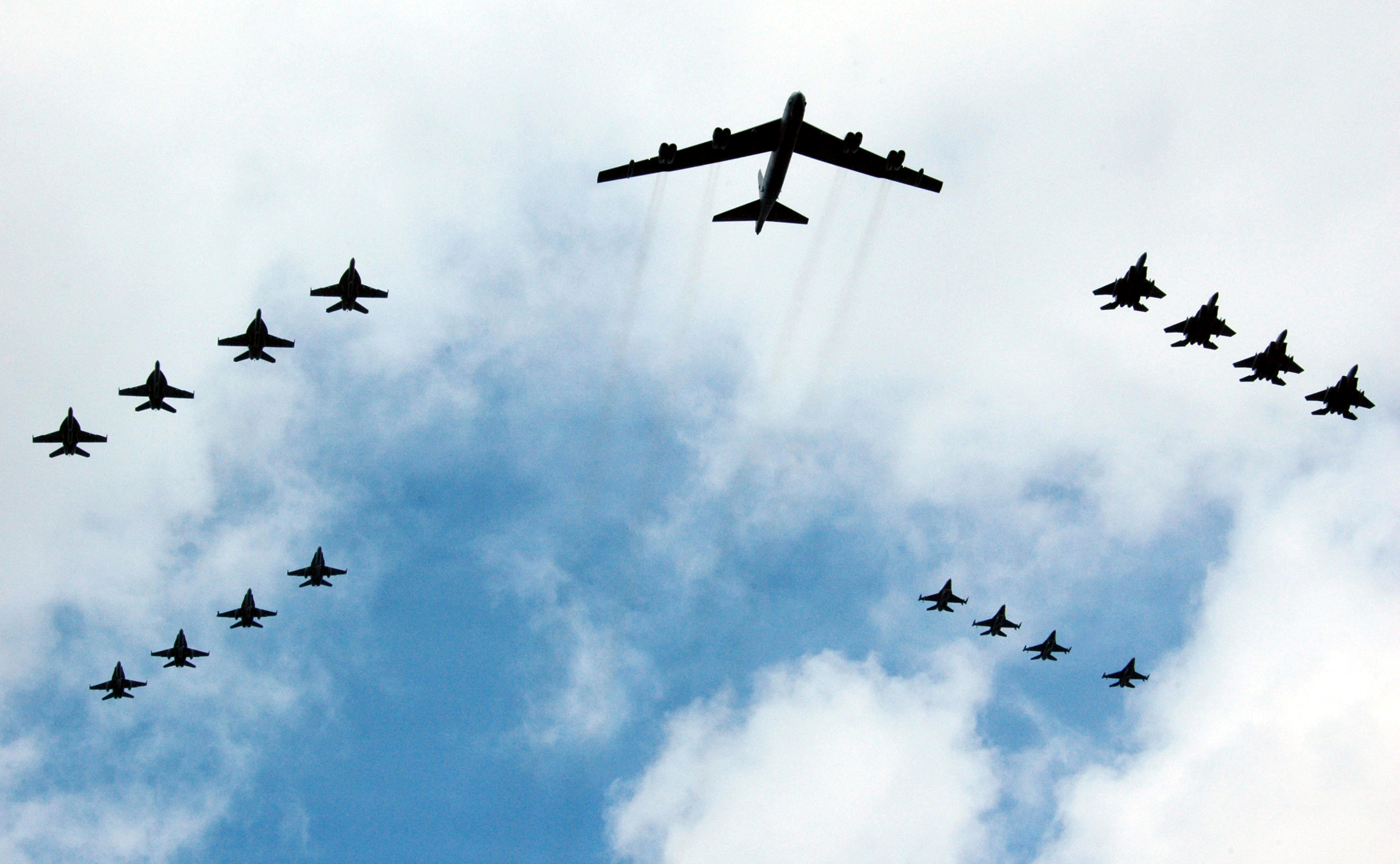
「勇敢な盾2007」に参加するB-52H(2007年8月14日)

勇敢な盾（ゆうかんなたて、英: Valiant Shield）は、2006年6月に太平洋のグアム周辺で行われたアメリカ海軍の軍事訓練である。